# ウォッシュトノー郡 (ミシガン州)
ウォッシュトノー郡（英: Washtenaw County、[ˈwɒʃtɪnɔː]）は、アメリカ合衆国ミシガン州ロウアー半島の南東部に位置する郡である。人口は37万2458人（2020年）。郡庁所在地はアナーバー市であり、同郡で人口最大の都市である。
ウォッシュトノー郡はデトロイト・ウォーレン・フリント広域都市圏に属している。郡内にはミシガン大学、東ミシガン大学、ウォッシュトノー・コミュニティカレッジ、コンコーディア大学アナーバー校があり、またトマス・M・クーリー法科大学のアナーバー・キャンパスもある。

## 歴史
ウォッシュトノー郡となった地域の昔はヒューロン川を渡るポタワトミ・トレイルやポンティアック・トレイルで、フランス人交易業者による交易が行われ、その後イギリス人が入り、続いてアメリカ人開拓者が入ってきた。最初の開拓地としては1809年頃にフランス人交易業者が現在のイプシランティに設立したものが成功した。
1822年、ミシガン準州政府の立法委員会が郡の領域を設定したが、当座はウェイン郡の一部と見なされていた。1826年、準州議会の立法により独立した郡となったが、管理上の目的で1829年までウェイン郡に付設されていた。この年に郡政府が設立された。その後郡領域からはインガム郡など新たな群が分離して設立された。
郡内の沼沢地で水位を下げるために排水され、農地が作られていった。州間高速道路94号線とアメリカ国道23号線の交差点より北西の沼地と、ウォータールー保養地域の中にある沼沢地は現在でも初期の形をとどめている。生産性の高い農場が造られるにつれて、土地の鹿の群れが大きくなった。1820年代と1830年代、トルコからギリシャが独立した動きが刺激となり、ギリシャ復古調建築物が建てられ、郡区、町および子供の名前もギリシャ風に付けられた。
1835年郡庁所在地のアナーバーで「フロストビッテン憲法会議」が開かれた。ミシガン準州がトレドの帯状地領有を諦め、その代わりにアッパー半島の大半を手に入れたトレド戦争（1835年-1836年）の解決に続いて、ミシガンは1837年1月26日に州に昇格した。1817年にデトロイトに設立されていたミシガン大学が、アナーバー市が希望通り州都に指名されなかったことの代償として、1839年にアナーバー市に移転された。ミシガン大学はその後現在まで郡内の最大雇用主であり続けている。
1849年、ミシガン州立師範学校、現在の東ミシガン大学が郡内最古の開拓地であるイプシランティ市に設立された。

## 地理
アメリカ合衆国国勢調査局に拠れば、郡域全面積は722.53平方マイル (1,871.3 km2)であり、このうち陸地709.94平方マイル (1,838.7 km2)、水域は12.59平方マイル (32.6 km2)で水域率は1.74%である。

### 主要高規格道路

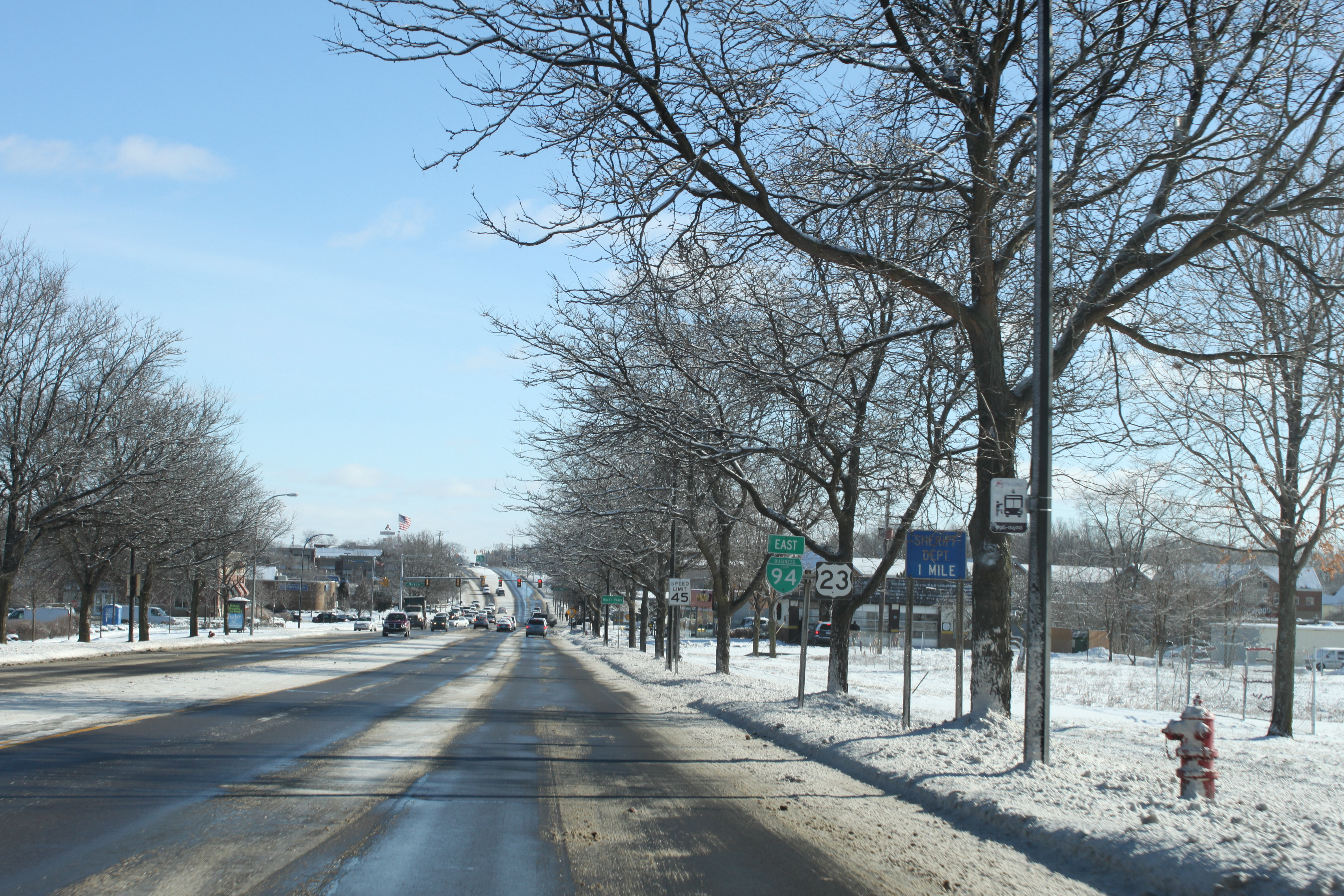
州間高速道路94号線産業道路、別名アナーバー・ウォッシュトノー・アベニュー

- 州間高速道路94号線
- 州間高速道路94号線産業道路、アナーバー中心街に入る
- アメリカ国道12号線（ミシガン・アベニュー、シカゴ道路）
- アメリカ国道12号線産業道路、イプシランティ市中心街に入る環状線
- アメリカ国道23号線
- アメリカ国道23号線産業道路、アナーバー中心街に入る環状線
- ミシガン州道14号線
- ミシガン州道17号線
- ミシガン州道52号線
- ミシガン州道153号線（フォード道路）

### 隣接する郡
- リビングストーン郡 - 北
- オークランド郡 - 北東
- ウェイン郡 - 東
- モンロー郡 - 南東
- モンロー郡 - 南
- レンアウェイ郡 - 南西
- ジャクソン郡 - 西
- インガム郡 - 北西

## 人口動態
以下は2011年の推計値である。
| 基礎データ - 人口: 347,962人 - 世帯数: 147,510 世帯 - 家族数: 73,692 家族 - 人口密度: 176人/km2（493人/mi2） - 住居数: 147,510軒 - 住居密度: 81軒/km2（209軒/mi2） 人種別人口構成 - 白人: 71.7% - アフリカン・アメリカン: 12.9% - ネイティブ・アメリカン: 0.4% - アジア人: 8.3% - 太平洋諸島系: 0.1% - その他の人種: 1.04% - 混血: 3.2% - ヒスパニック・ラテン系: 4.2% 先祖による構成 - ドイツ系：17.4% - イギリス系：9.0% - アイルランド系：8.4% - ポーランド系：5.3% - アメリカ人：5.0% 言語による構成 - 英語：87.1% - スペイン語：2.7% - 中国語：1.7% | 以下は2000年の人口統計データである。 年齢別人口構成 - 18歳未満: 22.1% - 18-24歳: 17.1% - 25-44歳: 32.1% - 45-64歳: 20.6% - 65歳以上: 8.1% - 年齢の中央値: 31歳 - 性比（女性100人あたり男性の人口） - 総人口: 98.9 - 18歳以上: 97.1 世帯と家族（対世帯数） - 18歳未満の子供がいる: 29.2% - 結婚・同居している夫婦: 46.4% - 未婚・離婚・死別女性が世帯主: 9.3% - 非家族世帯: 41.2% - 単身世帯: 29.5% - 65歳以上の老人1人暮らし: 5.9% - 平均構成人数 - 世帯: 2.41人 - 家族: 3.02人 収入と家計 - 収入の中央値 - 世帯: 51,990米ドル（2007年推計では59,887ドル） - 家族: 70,393米ドル（2007年推計では80,779ドル） - 性別 - 男性: 49,304米ドル - 女性: 33,598米ドル - 人口1人あたり収入: 27,173米ドル - 貧困線以下 - 対人口: 11.1% - 対家族数: 5.1% - 18歳未満: 8.6% - 65歳以上: 5.8% |

## 郡区
ウォッシュトノー郡は下記20の郡区に分割されている。
| チャーター郡区                                                                      | 郡区                                                                                           | 郡区                                                                                     |
| ----------------------------------------------------------------------------------- | ---------------------------------------------------------------------------------------------- | ---------------------------------------------------------------------------------------- |
| - アナーバー - オーガスタ - ピッツフィールド - スペリオル - ヨーク - イプシランティ | - ブリッジウォーター - デクスター - フリーダム - ライマ - ローダイ - リンドン - マンチェスター | - ノースフィールド - セイラム - セイリーン - サイオ - シャロン - シルバン - ウェブスター |

## 都市と町
ウォッシュトノー郡はウェイン郡から分離して設立された。国内にある郡の中でウォッシュトノーと名付けられた唯一の郡であり、これはミシガン州に多い。人口が増えると郡区が形成された。郡区の中にあった小集落が成長して村や都市になった。郡区の中にはチャーター郡区になることを選択したものもある。

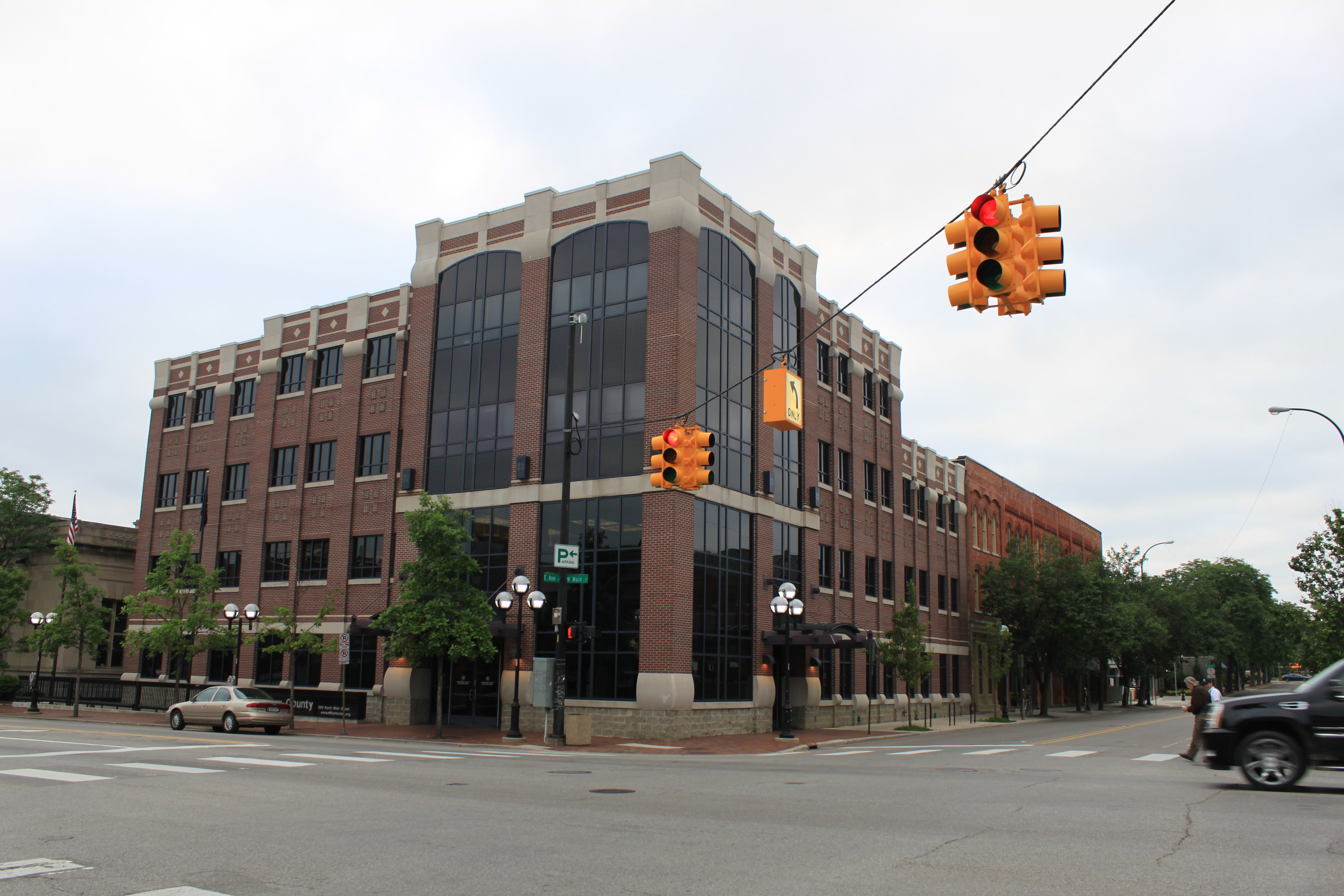
アナーバー中心街

| 市 - アナーバー - 郡庁所在地 - チェルシー - ミラン - セイリーン - イプシランティ 村 - バートンヒルズ - デクスター - マンチェスター | CDP - ブリッジウォーター - ディックスボロ - デリー - ジェッデス - ムーアビル - セイラム - ストーニークリーク - ウィッテーカー - ウィットモアレイク - ウィリス |

## 郡政府

### 公園とレクリエーション
郡は10の公園と1つのレクリエーションセンター（体育館）を運営している。公園の中には子供が水遊びできるスプリンクラーを備えたもの、ウォータパークの性格のものや、ゴルフコースもある。レクリエーションセンターには水泳プール、屋内トラック、バスケットボールコート、エクササイズマシーンのセット、ウエイトトレーニングルームなどと多目的ルームがある。
郡は自然保護のために土地を取得中である。この計画は2001年に始まった。2007年7月までに8区画の土地が購入された。これらの土地は生態系保護、レクリエーション、教育に使われている。自然状態のままに保護され日中は公開されている。

### 無線通信
郡は民間企業との共同で無線ネットワークを維持しており、郡民の約50%が利用できている。この計画はワイアレス・ウォッシュトノー計画と呼ばれる。最終目標は郡民の100%が利用できることである。

### 郡政府の機能
郡政府は郡監獄の運営、地方道の維持、地方裁判所の運営、権利譲渡と抵当権設定記録など重要記録の維持、公衆衛生規制の管理、福祉など社会サービスの項目で州の施策への参加を行う。郡政委員会は予算を管理するが、法や条例を作るのは限定付き権限である。ミシガン州では、警察と消防、建設と区画割、税評価、街路維持など地方政府の大半機能は個々の都市と郡区の責任である。